# Belgica antarctica
Belgica antarctica je druh bezkřídlého pakomára žijícího na pobřeží Antarktidy. Byl objeven koncem 19. století belgickými polárníky a nazván podle jejich expedičního plavidla RV Belgica.
Je jediným druhem hmyzu žijícím v Antarktidě a nevyskytuje se nikde jinde na světě. Dosahuje délky 2–6 mm a je největším plně suchozemským živočichem Antarktidy. Larvy se vyvíjejí dva roky v zemi, zatímco život dospělců trvá sedm až deset dní. Přežití v extrémních podmínkách pomáhá extrémně jednoduchý genom, obsahující pouze 99 megabází. Belgica antarctica nemá čichové receptory. Pakomár dokáže snášet velké změny pH i ztrátu až sedmdesáti procent tekutin, vydrží čtyři týdny bez kyslíku, ovšem hyne, jestliže je vystaven teplotě nad 10 °C. Vzhledem k silným větrům v oblasti postrádá schopnost létat.
Vědce zajímají jedinečné adaptace tohoto polyextrémofila, které mu umožňují vyrovnávat se s extrémním antarktickým prostředím. Hmyz je v Antarktidě vzácný – na Zemi bylo nalezeno milion druhů hmyzu a v Antarktidě lze nalézt pouhé tři druhy. A z těchto tří druhů pouze Belgica antarctica z Antarktidy pochází.
Anglické obecné pojmenování pakomára „Antarctic midge“ dalo jméno největšímu jezeru Livingstonova ostrova. Podle množství těchto živočichů se nazývá Midge Lake (tedy do češtiny přeložitelné jako pakomáří jezero).